# Wissenschaftskritik
Wissenschaftskritik bezeichnet eine Form der kritischen Bewertung von Wissenschaft. Als derart meta-wissenschaftliche Darstellung fällt sie in den Bereich der Wissenschaftstheorie oder Philosophie der Wissenschaft. Wenn die Wissenschaftskritik sich gegen moralisch bedenkliche Verfahren oder Folgewirkungen der Wissenschaften richtet, überschneidet sie sich mit der Wissenschaftsethik.
In der Regel enthält Wissenschaftskritik sowohl bejahende als auch verneinende Elemente: Im ursprünglichen Sinn von Kritik (gr. krinein = trennen, unterscheiden) bewertet sie wissenschaftliche Methoden, Resultate, Aussagen und Geltungsansprüche hinsichtlich ihrer epistemischen Wahrheit, moralischen Richtigkeit und sozialen Nützlichkeit.
Wissenschaftskritik kann sehr verschiedene Formen annehmen: essayistische (Nietzsche), systematische (Kant), theoretische (Popper) oder literarische (Goethe, Brecht, Dürrenmatt). Ihre Mittel umfassen Vernunft- und Rationalitätskritik (Erkenntnis- und Wissenschaftstheorie), Aufklärungs- und Modernitätskritik (Romantik, Postmoderne, Postkolonialismus), Gesellschafts- und Kulturkritik (Marxismus und Ideologiekritik), Technikkritik und Technikfolgenabschätzung (Phänomenologie und politische Philosophie) sowie Sprach- und Methodenkritik (Linguistik, Sprachphilosophie und Kulturphilosophie).
Friedrich Kambartel unterscheidet zwei Grundorientierungen der Wissenschaftskritik: zum einen verteidigt sie die lebensweltliche Praxis gegenüber wissenschaftlicher Unterwanderung (Phänomenologie, Kritische Theorie), zum anderen bemüht sie sich um eine "Reform der Wissenschaften an ihren Grundlagen" (Kritische Wissenschaftstheorie und Methodischer Konstruktivismus). So gesehen, gehören „kritische Prüfung und konstruktive Rechtfertigung“ in Wissenschaftskritik zusammen: Sie will „auch die methodischen Grundlagen für eine wissenschaftstheoretische Reform und die Ausarbeitung von Alternativen zu etablierter Wissenschaftspraxis an die Hand geben.“
Eine Form institutionalisierter Wissenschaftskritik verkörpert der deutsche Wissenschaftsrat. Er erstellt Empfehlungen, Gutachten und Stellungnahmen zu wissenschaftlichen Einrichtungen, um die Politik bei der Wissenschaftsförderung zu beraten. Eine analoge wissenschaftskritische Beratungsfunktion für Politik und Gesellschaft erfüllt, vor allem in ethischer Hinsicht, der deutsche Ethikrat.

## Geschichte der Wissenschaftskritik
Der Begriff Wissenschaftskritik wird zwar erst im 20. Jahrhundert geläufig. Aber „der Sache nach ist Wissenschaftskritik so alt wie Wissenschaft selbst und eng mit ihr verbunden“.
So entwickelt bereits Sokrates (470–399 v. Chr.) als Figur im von Platon gestalteten Dialog mit Glaukon ein kritisch-selektives Kriterium für Wissenschaftlichkeit: „Diejenigen sinnlichen Wahrnehmungen, die zugleich mit widersprechenden Wahrnehmungen uns zukommen, sind geeignet, das Denkvermögen anzuregen; diejenigen aber, bei denen dies nicht der Fall ist, haben nicht diese Anregungskraft für dasselbe.“
Aristoteles, Vater aller Wissenschaften, kritisiert die Wissens- oder Ideenlehre seines Lehrers Platon, weil sie auf einer methodisch-poetischen Abstraktion von den tatsächlich existierenden Dingen beruhe: „Wenn man aber sagt, die Ideen seien Urbilder und die Einzeldinge hätten teil an ihnen, so sind das leere Phrasen und nichts als poetische Metaphern.“ Nach Aristoteles existiert das Allgemeine nicht im abstrakten Ideenhimmel, sondern immer nur im konkreten Einzelnen.
René Descartes (1596–1650) beanstandet an der bisherigen Wissenschaft, dass sie kein sicheres Fundament gehabt habe. Ein solches glaubt er nun selber im methodischen Zweifel gefunden zu haben. Seine aufgestellten Regeln der Klarheit, Ordnung und Einfachheit würden von Geometrie und Algebra am verlässlichsten praktiziert.
Hatte Descartes die Wissenschaft aufgrund ihrer unzuverlässigen Methoden kritisiert, so bemängeln die Empiristen Francis Bacon (1561–1626), David Hume (1711–1776) und John Locke (1632–1704) das Fehlen einer präzisen Naturbeobachtung. Nicht mehr Metaphysik und Rationalismus, sondern sinnliche Erfahrung sei die einzig sichere Grundlage der Naturwissenschaften. Gegen Descartes gewendet, sagte Locke: „Wir würden vielleicht in der Ermittlung vernünftiger und kontemplativer Erkenntnis größere Fortschritte machen, wenn wir diese an der Quelle, in der Betrachtung der Dinge selbst suchten, und um sie zu finden, lieber von unseren eigenen Gedanken als von den Gedanken anderer Gebrauch machten.“ Auch die aufklärerisch-emanzipatorische Kritik der Empiristen an wissenschaftlichen Autoritäten ist hier unüberhörbar.
Hume wiederum kritisiert an Lockes Erkenntnistheorie, dass sie Wahrnehmungen als Abbildungen einer unabhängig vom Erkenntnissubjekt existierenden Außenwelt verstehe. Dazu aber müssten Bild und Original aus einer Beobachter-Perspektive verglichen werden, was nicht möglich ist. Daher seien Wahrnehmungen nichts anderes als Bewusstseinsphänomene: „Alle unsere Vorstellungen oder schwächeren Perzeptionen sind Abbilder unserer Eindrücke oder lebhafteren Perzeptionen.“
Immanuel Kant (1724–1804) legte in seiner Kritik der reinen Vernunft eine umfangreiche und systematisch angelegte Wissenschaftskritik vor, die er selbst mit der Kopernikanischen Wende verglich: „Bisher nahm man an, alle unsere Erkenntnis müsse sich nach den Gegenständen richten; aber alle unsere Versuche, über sie a priori etwas durch Begriffe auszumachen, wodurch unsere Erkenntnis erweitert würde, gingen unter dieser Voraussetzung zunichte. … Man versuche es daher einmal, ob wir nicht … damit besser fortkommen, dass wir annehmen, die Gegenstände müssen sich nach unserer Erkenntnis richten … Es ist hiermit ebenso, als mit den ersten Gedanken des Kopernikus bewandt, der, nachdem es mit der Erklärung der Himmelsbewegungen nicht gut fortwollte, wenn er annahm, das ganze Sternenheer drehe sich um den Zuschauer, versuchte, ob es nicht besser gelingen möchte, wenn er den Zuschauer sich drehen und dagegen die Sterne in Ruhe ließ.“
Kant versteht Wissenschaftskritik als erkenntnistheoretische Untersuchung der Möglichkeit von Wissenschaft sowie als Begrenzung des Umfangs ihrer Erkenntnisse und der Reichweite ihrer Welterklärungsansprüche.
Georg Wilhelm Friedrich Hegel (1770–1831) wiederum kritisiert Kants metawissenschaftliche Untersuchung des wissenschaftlichen Erkenntnisvermögens aus der Perspektive seiner eigenen metaphysischen Systemphilosophie, die er ebenfalls Wissenschaft nennt: „Inzwischen, wenn die Besorgnis, in Irrtum zu geraten, ein Misstrauen in die Wissenschaft setzt, welche ohne dergleichen Bedenklichkeiten ans Werk geht und wirklich erkennt, so ist nicht abzusehen, warum nicht umgekehrt ein Misstrauen in dieses Misstrauen gesetzt und besorgt werden soll, dass diese Furcht zu irren schon der Irrtum selbst ist.“
Friedrich Nietzsche (1844–1900) formulierte in seinem Essay Jenseits von Gut und Böse eine radikale Kritik, die alles Denken in Frage stellte. Nach Nietzsche ist Erkenntnistheorie an „eine Reihe von verwegenen Behauptungen“ geknüpft, „deren Begründung schwer, vielleicht unmöglich ist“ ist. So verdächtigt er alles Wissen, ungewiss, alles Denken unbegründbar, jedes denkende Ich fiktiv und jeden Wahrheitsanspruch aussichtslos oder ideologisch zu sein.
Während Nietzsches Wissenschaftskritik deutliche Spuren in der Literatur des Expressionismus, etwa bei Gottfried Benn, Georg Heym und Franz Kafka, sowie In der Postmoderne hinterlassen hat, blieb Hegels Wissenschaftskritik weitgehend folgenlos. Kants kritische Erkenntnistheorie hingegen wurde im 20. wie 21. Jahrhundert von der Wissenschaftskritik des Konstruktivismus wirkungsvoll beerbt – nicht nur philosophisch, auch psychologisch und soziologisch.

## Aktualität der Wissenschaftskritik
Wissenschaftskritik ist angesichts einer zunehmenden Kluft zwischen Wissenschaft und Alltag so aktuell wie noch nie. Übereinstimmend sehen alle Vertreter der Frankfurter Kritischen Theorie eine empiristische und positivistische Verkürzung des Vernunftbegriffs in den empirischen Wissenschaften. Jürgen Habermas (* 1929) kritisiert dieses Entfremdungsverhältnis als Versuch „das naturwissenschaftlich monopolisierte Weltwissen vom lebensweltlich zentrierten Welt- und Selbstverständnis (zu) entkoppeln“. Seine Lehrer Theodor W. Adorno (1903–1969), Max Horkheimer (1895–1973) und Herbert Marcuse (1898–1979) beklagten bereits in den 1960er Jahren die eindimensionale Wissenschaftsausrichtung an gesellschaftlicher Technisierung und Nutzenorientierung.
In der postmodernen Wissenschaftskritik wird das rationalistische Verständnis der Wissenschaften in einen Zusammenhang mit Macht und sozialer Unterdrückung gerückt, insbesondere von Michel Foucault (1926–1984). Paul Feyerabend fordert eine Demokratisierung der Wissenschaften.
Die Konstruktive Wissenschaftstheorie grenzt sich einerseits ab vom Kritischen Rationalismus Karl Poppers, indem sie sich auf sprachkritische Überlegungen stützt; andererseits möchte sie den faktischen Wissenschaftsbetrieb durch methodische Alternativen verbessern.
In der gegenwärtigen Grundsatzdiskussion konkurrieren Natur- und Geisteswissenschaften um die Deutungshoheit über den Menschen. Aufgrund der Experimente Benjamin Libets (1916–2007) bestreiten vor allem Neurowissenschaftler die Existenz menschlicher Freiheit. Hier kommt der Wissenschaftskritik die wichtige Aufgabe zu, sowohl den radikalen Determinismus der Naturwissenschaften als auch die überschwänglichen Freiheitsannahmen von Philosophen wie Jean-Paul Sartre (1905–1980) als dogmatisch oder naiv zu kritisieren und vernünftig zu begrenzen. Ulrich Müller argumentiert für eine differenzierte, an Kooperation zwischen den Wissenschaften orientierte Sichtweise: „Gehirnfunktionen sind notwendige, aber nicht hinreichende Bedingungen der Möglichkeit von Erkenntnis.“
Bei der Anwendung technischen Wissens, z. B. in Genforschung, Künstlicher Intelligenz-Forschung oder Tiefer Hirnstimulation, hat Wissenschaftskritik dafür Sorge zu tragen, dass wissenschaftlich-technische, ethische, politische und lebensweltliche Ansprüche in ein vernünftiges Verhältnis zueinander gebracht werden. Dafür muss Wissenschaftskritik „die theoretische Wahrheitsorientierung von Wissenschaft durch eine ethische Richtigkeitsorientierung ergänzen“. Ansonsten könnte das „apokalyptische Potenzial“ von dem Hans Jonas (1903–1993) mit Bezug auf die Verführbarkeit des Menschen durch technisches Können spricht, irgendwann Wirklichkeit werden.